# Universidad de Manitoba
La Universidad de Manitoba (establecida en 1877) es una de cuatro universidades ubicadas en Winnipeg, Manitoba y fue la primera universidad establecida en el oeste de Canadá.

## Historia
La Universidad de Manitoba fue creada para conferir grados de 3 colegios. Estos eran:
- St. Boniface College
- St. John's College, University of Manitoba
- Manitoba College

La legislación de Manitoba hizo que se modifique el Acta de Constitución de la Universidad en 1900, así que la Universidad pudo enseñar por sí misma. Eso hizo que se construya una edificio en el centro de Winnipeg con enseñanza en 6 facultades de ciencias. En 1929, la Universidad de Manitoba se mudó a su actual localización en el área de Fort Garry en Winnipeg.
En el seno de esta institución nació el término MOOC acuñado por Dave Comier en 2008 durante un curso llamado Conectivismo y conocimiento conectivo.

## Datos académicos
En el 2002, la Universidad de Manitoba tenía aproximadamente 22,000 alumnos (postgrado: 1,8%, a distancia: 3,5%, grado: 12%, pregrado: 83%) en 20 facultades.
La Universidad tiene una representación en los deportes Interuniversidades de Canadá por intermedio de los Bisontes de Manitoba.
La actuales escuelas son:
- Collegio Universitario de Saint-Boniface
- Colegio de St. John's
- Colegio St. Paul's
- Colegio St. Andrew's
- Colegio Universitario

## Escuela médica
Existe también una escuela médica para estudiantes de pre y posgrado de medicina. Muchos estudiantes también escogen estudiar Biología por su interesante vida científica. Todos los estudiantes deben rendir el Examen de Admisión al Colegio Médico (MCAT), por sus siglas en inglés). Esta escuela es administrada por la Asociación de Colegios Americanos de Medicina. Dichas pruebas incluyen cuatro áreas de conocimiento: Ciencias Biológicas, Ciencias Físicas, Razonamiento Verbal y Escritura. El examen es normalmente tomado luego de haber tomado un grado académico en química –orgánica e inorgánica, biología y física.

## Ubicación y tamaño
El campus principal de Fort Garry en un complejo ubicado en Red River al sur Winnipeg. El área total es de 2.74 km². Además de ello, Smart Park es una localización de 7 edificios creado para el desarrollo de programas que incluyen programas universitario-industriales.
El Campus de Bannatyne es central en Winnipeg, ubicado al costado de Centro de Ciencias en Salud, el cual es un complejo de 10 edificios para las ciencias de la salud, educación e investigación es odontología, medicina y rehabilitación médica.

## Presidentes

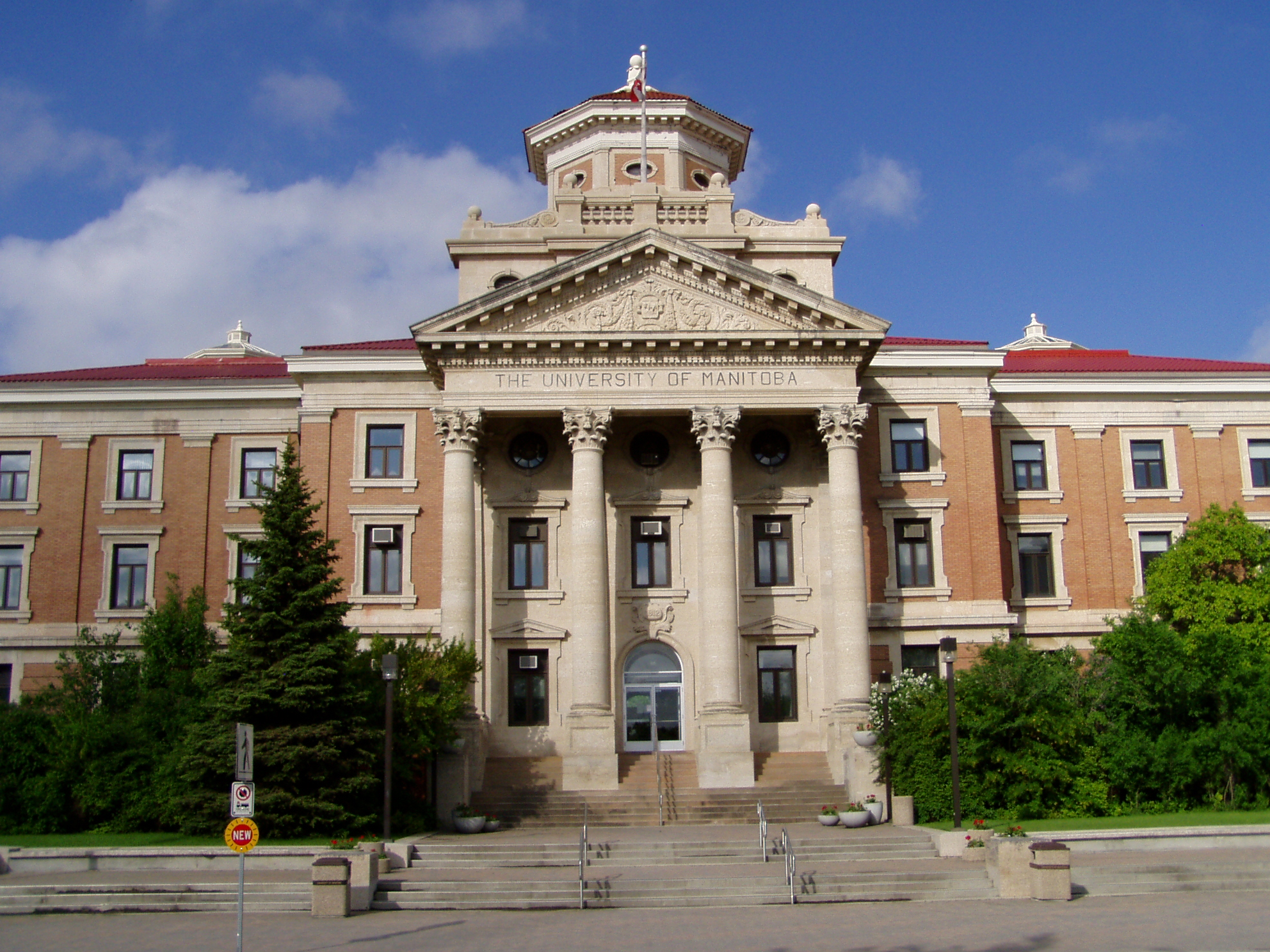
Edificio Administrativo.

1. James Alexander MacLean (1913 - 1934)
2. Sidney Earle Smith (1934 - 1944)
3. Henry Percy Armes, acting (1944 - 1945)
4. Albert William Trueman (1945 - 1948)
5. Albert Henry S. Gillson (1948 - 1954)
6. Hugh Hamilton Saunderson (1954 - 1970)
7. Ernest Sirluck (1970 - 1976)
8. Ralph Campbell (1976 - 1981)
9. Arnold Naimark (1981 - 1996)
10. Emöke J.E. Szathmáry (1997-)

## Alumnos notables
- Izzy Asper, abogado tributarista y magnate de medios (Bachiller en Artes - 1953, Máster en Derecho - 1964)
- Monty Hall, personalidad de la televisión, presidente de los Clubs Internacionales de Variety, Orden de Canadá, Bachiller en Ciencias
- Gary Filmon, Premier de Manitoba desde 1988 hasta 1999 (Bachiller en Ingeniería Civil)
- Ovide Mercredi, líder aborigen canadiense (LLB - 1977)
- Phil Fontaine, líder aborigen canadiense (BA - 1981)
- Sam Katz, alcalde de Winnipeg (BA - 1973)
- Marshall McLuhan, gurú de la televisión
- William Norrie, alcalde de Winnipeg (BA - 1950, LLB - 1955)
- Louis Slotin, físico/químico que tomó parte del Proyecto Manhattan (BSc - 1932, Máster en Ciencias -1933)
- Miriam Toews, novelista
- Donald Triggs, cofundador de Jackson-Triggs (BSc (con honores) - 1966)
- Marcel Dzama, artista contemporáneo - (1997)
- Israel Idonije, Tackle Defensivo de los Chicago Bears
- Jocelyn Gould, Guitarrista de Jazz y cantante. Ganadora de premio Juno 2021.

## Personal de notables
- Klaus Klostermaier, Profesor Emérito, Estudios Escolares para Indios
- Guy Maddin, Profesor
- Carol Shields, Ganador del Premio Pulitzer, autor y profesor

## Recreación
La Universidad de Manitoba ofrece programas de recreación, incluidos un buen programa de natación, clases para adultos y numerosos cursos de verano para niños.

## Afiliaciones
AUCC, CARL, IAU, CIS, CVU, UArctic, ACU, CWUAA, Campus Manitoba, Robert B. Ferguson Museum of Mineralogy, CUP, Gallery One One One and FitzGerald Study Centre